# Stefano Carozzo
Stefano Carozzo (ur. 17 stycznia 1979 w Savonie) – włoski szpadzista, brązowy medalista olimpijski, wicemistrz świata.
Podczas igrzysk olimpijskich w Pekinie w 2008 roku reprezentacja Włoch w składzie: Diego Confalonieri, Alfredo Rota, Matteo Tagliariol i Stefano Carozzo zdobyła brązowy medal w zawodach drużynowych. W rywalizacji indywidualnej nie startował. Był to jego jedyny start olimpijski.
Na mistrzostwach świata w Petersburgu w 2007 roku wspólnie ze Diego Confalonierim, Alfredo Rotą i Matteo Tagliariolem zdobył srebrny medal drużynowo. 
Ponadto zdobył brązowe medale w zawodach drużynowych na mistrzostwach Europy w Izmirze (2006) i mistrzostwach Europy w Kijowie (2008). 